# Ulex europaeus subsp. europaeus
Ulex europaeus subsp. europaeus é uma subespécie de planta com flor pertencente à família Fabaceae. A autoridade científica da subespécie é L., tendo sido publicada em Sp. Pl. 741 (1753).
Quanto ao seu biótipo, trata-se de um caméfito e fanerófito.

## Nomes comuns
Dá pelos nomes comuns de leiva, tojo, tojo-arnal, tojo-bravo, tojeiro-bravo, pica-ratos.

## Distribuição
É natural da Europa Ocidental Atlântica, sendo uma espécie endémica da Península Ibérica.

## Portugal
Trata-se de uma subespécie presente no território português, nomeadamente em Portugal Continental e no Arquipélago dos Açores. Mais concretamente, em Portugal Continental, encontra-se nas zonas do Noroeste ocidental, do Noroeste montanhoso, do  Nordeste leonês, da  Terra Quente e da Terra Fria transmontanas, do  Centro-norte, do Centro-leste de campina e do Sudoeste montanhoso.
Em termos de naturalidade é nativa de Portugal Continental e introduzida no Arquipélago dos Açores.

## Ecologia
Medra em ermos, entre as urzes e as tojeiras, bem como nas cercanias de florestas, privilegiando os solos de substrato ácido, mormente os da orla litoral. Por igual, também se pode encontrar em sítios sujeitos à acção humana, como courelas abandonadas ou valados das bermas de estradas.

## Protecção
Não se encontra protegida por legislação portuguesa ou da Comunidade Europeia.